# Tony DiTerlizzi

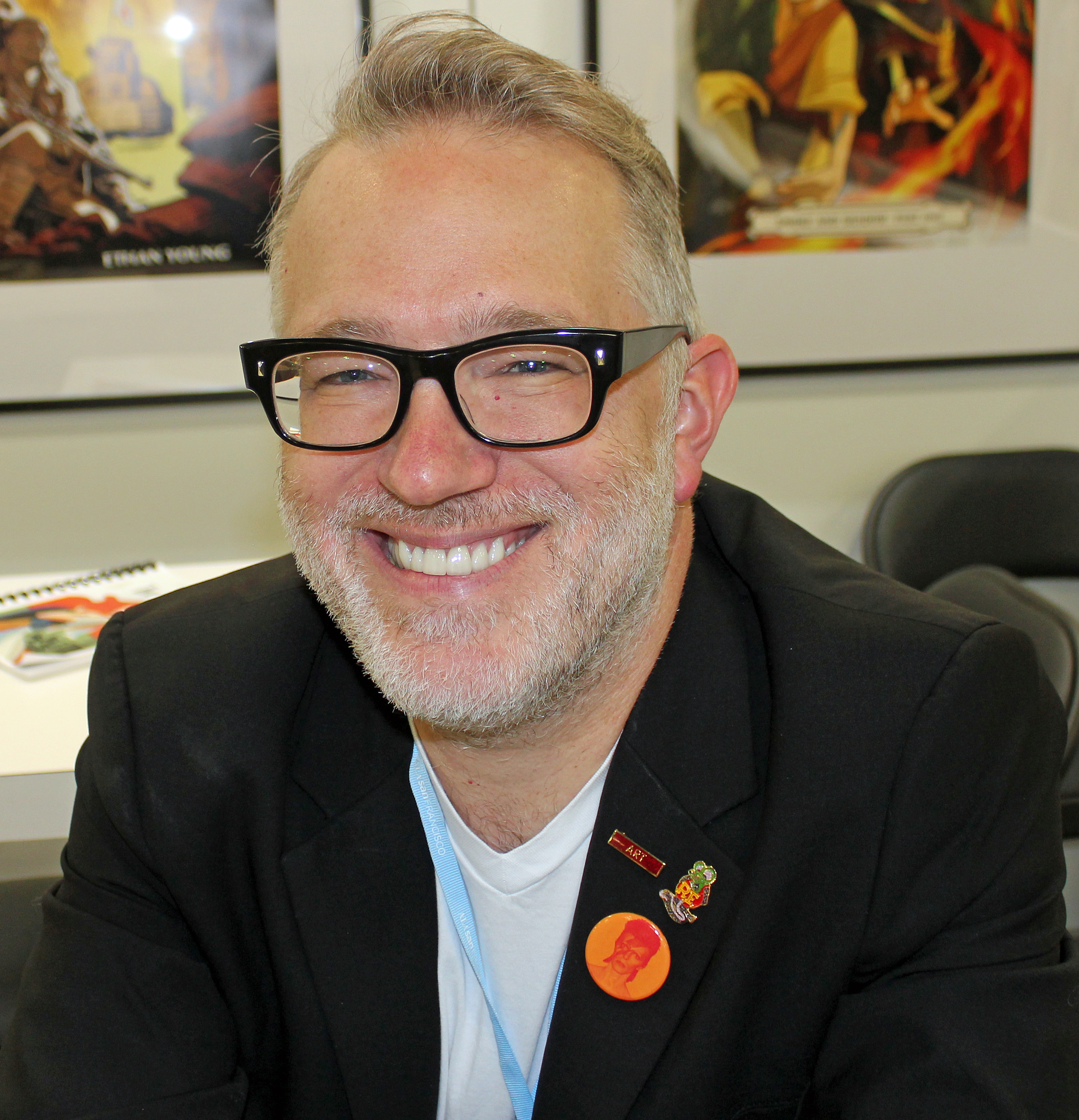
Tony DiTerlizzi (2015)

Tony DiTerlizzi (* 6. September 1969) ist ein amerikanischer Illustrator und Schriftsteller. Bekannt wurde er vor allem durch seine Zusammenarbeit mit Holly Black bei der Fantasy-Reihe Die Spiderwick-Geheimnisse (engl. Originaltitel „The Spiderwick Chronicles“). Er ist als Illustrator von Kinderbüchern, Materialien für Pen-&-Paper-Rollenspiele und Fantasy-Büchern tätig.

## Leben
Er besuchte die Florida School of the Arts, wo er Grafikdesign studierte. 1992 machte er darin seinen Abschluss am Art Institute of Fort Lauderdale. Danach arbeitete er für das Unternehmen Tactical Studies Rules (TSR) an dessen Pen-&-Paper-Rollenspiel Dungeons & Dragons. Seine Illustrationen im Planescape Campaign Setting gelten, neben den Konzeptgrafiken von Dana Knutson, als prägend für das Planescape-Szenario. So wurde am Planesape Campaign Setting unter anderem die grafische Gestaltung der Bücher gelobt, für die DiTerlizzi mit seinen Kollegen 1994 den Origins Award für die beste grafische Aufmachung eines Rollenspiels erhielt. Auch das davon abgeleitete, 1995 veröffentlichte Sammelkartenspiel Blood Wars wurde von DiTerlizzi mitgestaltet. Nach der Übernahme von TSR 1997 durch Wizards of the Coast illustrierte er für das Unternehmen in den folgenden Jahren Spielmaterialien und Charakter-Handbücher (beispielsweise zum Sammelkartenspiel Magic: The Gathering) und lieferte Beiträge zu Rollenspiel-Magazinen wie Dragon.
In den späten 1990ern illustrierte er auch Bücher wie Giant Bones von Peter S. Beagle, The Beloved Dearly von Doug Cooney und Dinosaur Summer von Greg Bear. Zu vielen Büchern gestaltete er auch die Buchumschläge. Seine phantastischen Bilder zu Werken von J. R. R. Tolkien, Anne McCaffrey und anderen wurden bereits mehrfach ausgezeichnet.
Den größten Erfolg hatte er bisher allerdings mit Die Spiderwick-Geheimnisse.
DiTerlizzi schrieb auch mehrere selbstillustrierte Bücher.
Er lebt heute zusammen mit seiner Frau Angela und einer Tochter als freier Autor, Illustrator und Filmemacher im westlichen Massachusetts.

## Werke

### Selbstillustrierte eigene Bücher

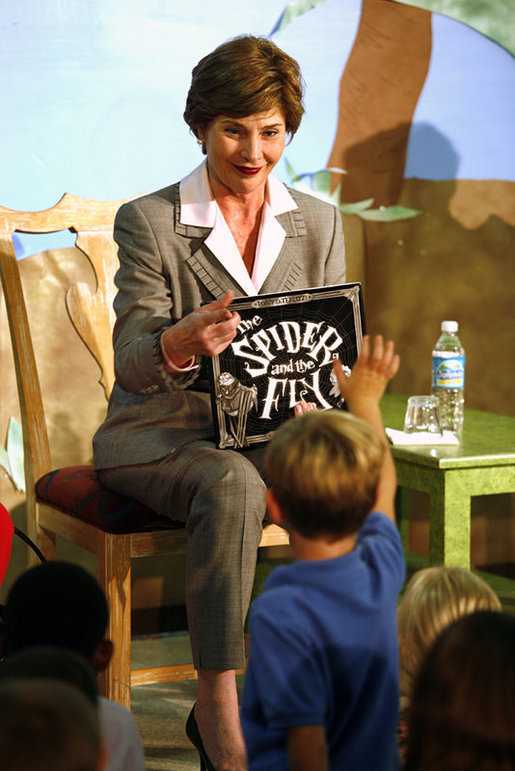
Mary Howitt: The spider and the fly. Neuausgabe 2002. Die prominente Vorleserin ist Laura Bush.

- Ted. Simon & Schuster Books for Young Readers, New York 2001.
- Jimmy Zangwow's Out-of-This-World Moon Pie Adventure, Simon & Schuster Books for Young Readers, New York 2002.
- Kenny and the Dragon, Simon & Schuster Books for Young Readers, New York 2008
- The Search for WondLa. Simon & Schuster Books for Young Readers, New York 2010.
- A Hero for WondLa. Simon & Schuster Books for Young Readers, New York 2012.
- The Battle for WondLa. Simon & Schuster Books for Young Readers, New York, im Handel ab voraussichtlich Mai 2014.

### Mitwirkung als Illustrator
- Peter S. Beagle: Giant Bones, Roc, New York 1997.
- Greg Bear (ed.): Dinosaur Summer, Aspect, New York 1998.
- Nancy Springer (ed.): Ribbiting Tales: Original Stories about Frogs, Philomel Books, New York 2000.
- Tony Johnston: Alien and Possum: Friends No Matter What, Simon & Schuster Books for Young Readers, New York 2001.
- Doug Cooney: The Beloved Dearly, Simon & Schuster, New York 2002.
- Tony Johnston: Alien and Possum Hanging Out, Simon & Schuster Books for Young Readers, New York 2002.
- Mary Howitt: The Spider and the Fly, Simon & Schuster Books for Young Readers, New York 2002.
- Holly Black: The Goblin Camp, Simon & Schuster Books for Young Readers, New York 2003.
- Holly Black: The Warren in the Walls, Simon & Schuster Books for Young Readers, New York 2003.
- Holly Black: Spiderwick Chronicles Book 1: The Field Guide, Simon & Schuster, New York 2003.
- Holly Black: Spiderwick Chronicles Book 2: The Seeing Stone, Simon & Schuster, New York 2003.
- Holly Black: Spiderwick Chronicles Book 3: Lucinda's Secret, Simon & Schuster, New York 2003.
- Holly Black: Spiderwick Chronicles Book(scb) 4: The Ironwood Tree, Simon & Schuster, New York 2004.